# Rospez
Rospez is een gemeente in het Franse departement Côtes-d'Armor (regio Bretagne). De plaats maakt deel uit van het arrondissement Lannion. Rospez telde op 1 januari 2022 1.790 inwoners.

## Geografie
De oppervlakte van Rospez bedraagt 13,24 km², de bevolkingsdichtheid is 133 inwoners per km² (per 1 januari 2019).
De onderstaande kaart toont de ligging van Rospez met de belangrijkste infrastructuur en aangrenzende gemeenten.

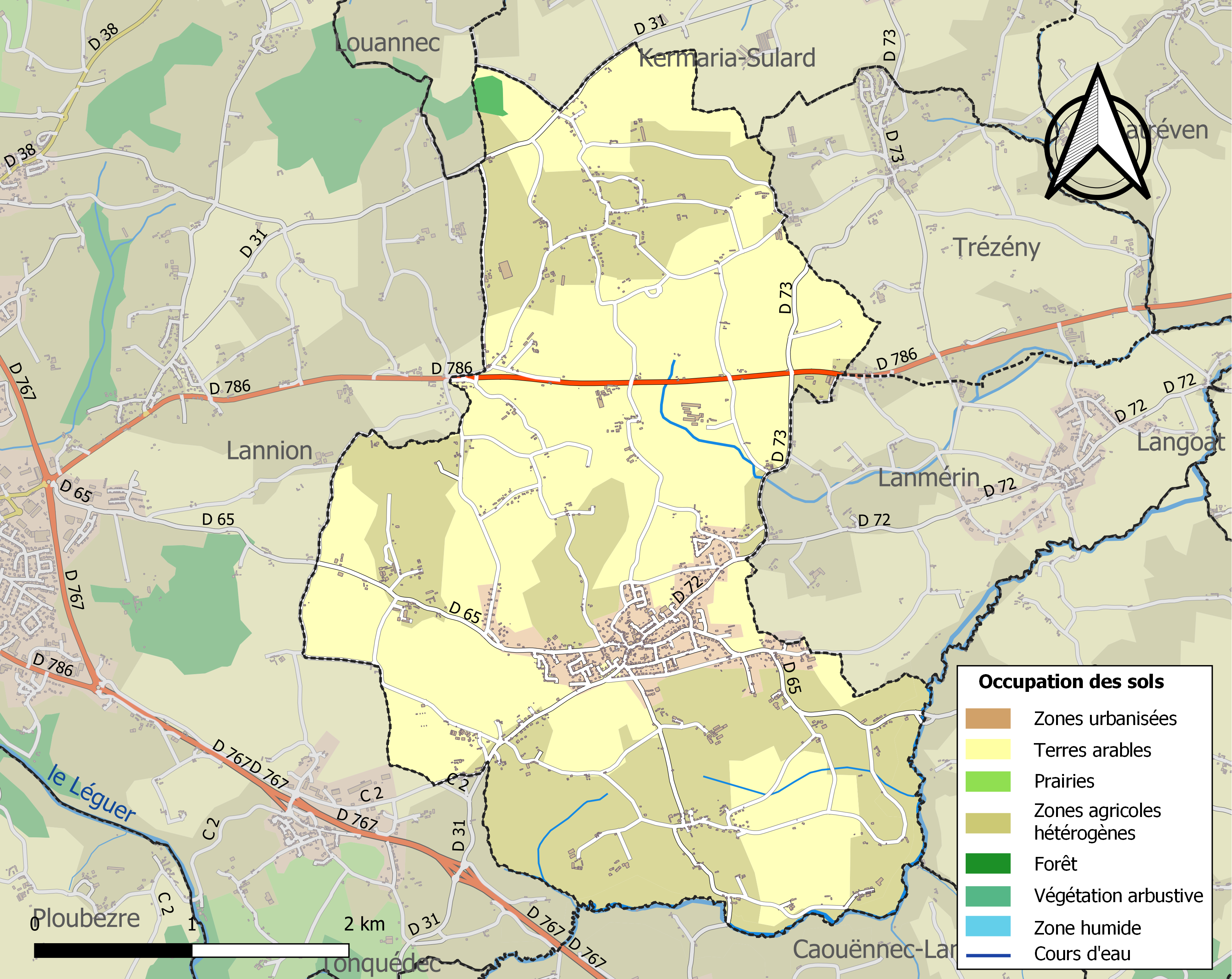

## Demografie
Onderstaande figuur toont het verloop van het inwonertal (bron: INSEE-tellingen).